# Kabelový svazek

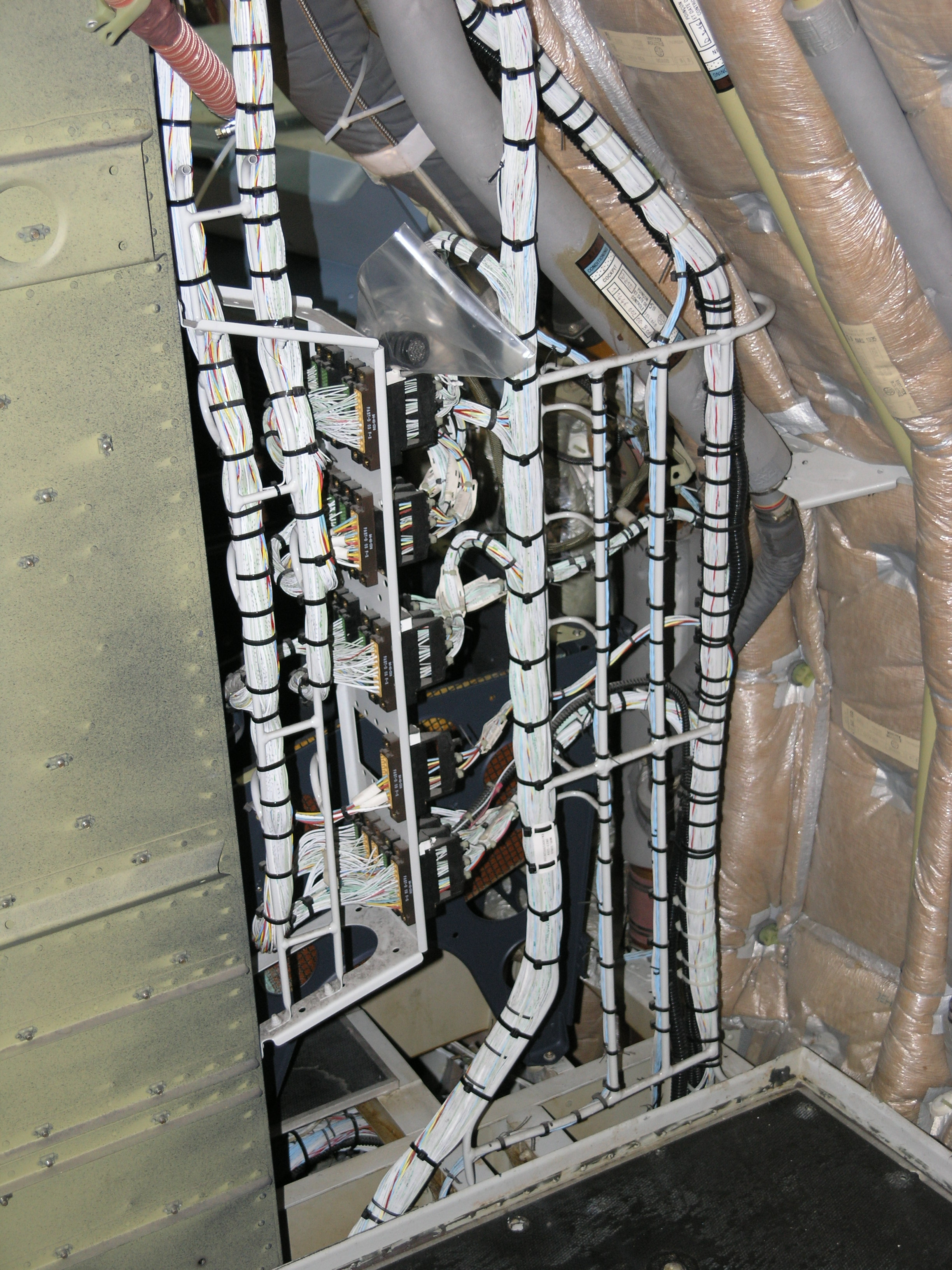
Kabelový svazek pro letadlo

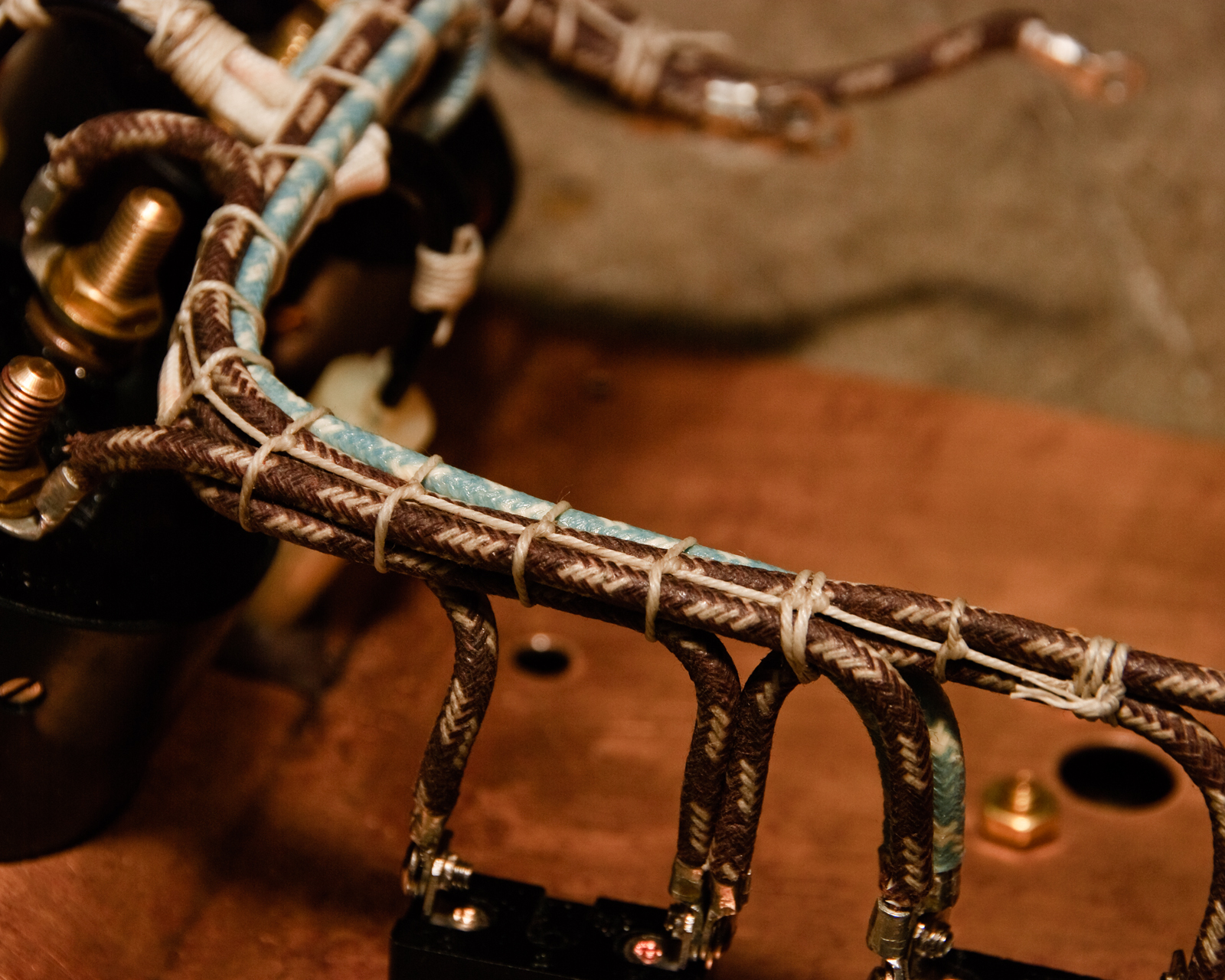
Svazek vodičů zpevněný vazbou provázkem

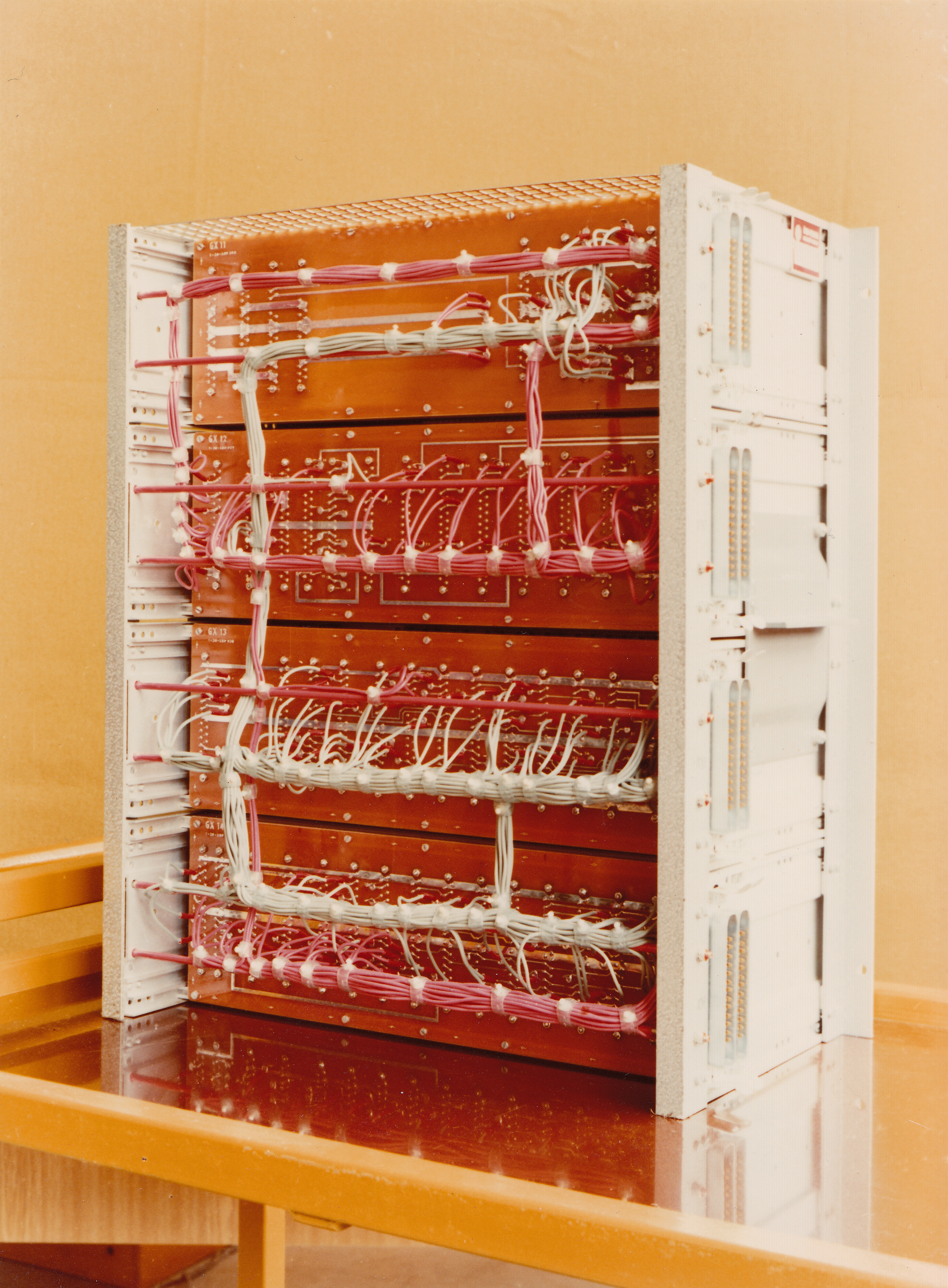
Kabelový svazek analogového regulátoru dieselelektrické lokomotivy; 80. léta 20. století

Kabelový svazek je sestava jednotlivých elektrických vodičů a kabelů, vedoucích data (informace) nebo energii. Vodiče jsou do jediného celku spojeny pomocí spon, svorek, stahovacích pásků nebo provazů.

## Využití kabelových svazků
Smyslem použití svazků je možnost připravit kabeláž na specializovaném pracovišti mimo vyráběný stroj nebo zařízení. Pohodlný přístup urychluje výrobu kabeláže. Vodiče a kabely jsou v maximálně možné míře opatřeny zakončovacími prvky, popisy, případně ochranným obalem (izolace, stínění, smrštitelná trubice). Typickými oblastmi užití jsou dopravní prostředky a mobilní stroje (stavební, zemědělské, lesnické), bílá technika (domácí spotřebiče jako pračky, sušičky, myčky) a telekomunikační zařízení. Technika kabelových svazků je samozřejmě využívána všude, kde počet vodičů a kabelů opravňuje náklady na zhotovení samostatné výkresové dokumentace a přípravku pro kompletaci svazku. Kabelovým svazkem je nazývána ta část kabeláže, která je v zařízení uložena pevně, nepohyblivě. Navazujícími částmi kabeláže mohou být pohyblivá propojení, jako jsou energetické řetězy nebo vlečné kabely.
U elektronických přístrojů mohou být kabelové svazky nahrazeny plošnými spoji, ať už tuhými panely, osazenými konektory nebo speciálním provedením tzv. flex-rigid (ohebně neohebných) plošných spojů. V takovém případě je jedna vrstva vícevrstvého plošného spoje vyrobena jako ohebná a slouží pouze k propojení několika tuhých částí plošného spoje, které nesou součástky. Na propojovací ohebné vrstvě součástky zpravidla osazeny nejsou. Příkladem užití jsou fotoaparáty a videokamery, ve kterých je rozmístění desek s elektronikou podřízeno optické části přístroje (elektronika obaluje optiku).

## Výroba svazků
Vodiče jsou podle konstrukční dokumentace na speciálním přípravku (formě) nebo jehlovém loži poskládány do svazku a vzájemně spojeny (zpevněny). Takový částečně ohebný svazek je následně zabudován do koncového výrobku.
Kabelové svazky jsou zpravidla sestavovány podle elektrických a prostorových požadavků.
Navzdory pokročilé automatizaci jsou kabelové svazky například pro automobilový průmysl  připravovány manuálně. Vlastní výroba se skládá z mnoha různých úkonů, např.:
- zatažení kabelů nebo jednotlivých vodičů do ochranných trubek nebo skrytí do smrštitelných trubic,
- ovinutí izolační páskou zvláště v místech odboček,
- nalisování zakončovacích prvků (kontaktů) na vodiče, hlavně tam, kde jsou do stejného prvku vloženy dva vodiče,
- zpevnění svazků pomocí izolační pásky, svorek nebo svahovacích pásků.

Tyto pohyby jsou jen problematicky automatizovatelné (např. pomocí robotů). Naproti tomu se potřebné dovednosti může naučit i pracovník s nízkou kvalifikací. Manuální výroba může být nákladově výhodnější, než automatizovaná. V automobilovém průmyslu, především při výrobě nákladních automobilů se objevuje obrovské množství vyráběných variant a počet kusů v každé variantě může klesnout až na jediný. Přesto mohou být odlišné varianty vyráběny na stejném přípravku nebo formě. Pracovníci ve výrobě se i bez „přeprogramování“ snadno přeorientují na výrobu jiné varianty. Aby se omezil počet vyráběných variant, může být také kabelový svazek rozdělen na univerzální část (stejnou pro více variant výrobku) a unikátní část.
Některé přípravné činnosti mohou být automatizovány, například:
- odměřování, stříhání a odizolování jednotlivých vodičů, případně včetně potisku izolace,
- nalisování zakončovacích prvků (kontaktů) na jeden nebo oba konce vodiče,
- osazení konektorů nebo jejich částí,
- svaření konců vodičů tam, kde vstupuje více vodičů do stejného kontaktu,
- zkroucení vodičů.

K vyzkoušení elektrických funkcí kabelového svazku je možné využít zkušební přípravek. Zkušební přípravek je možné předběžně naprogramovat daty z konstrukčního programu.

## Důvody pro užití svazků
Výhody kabelových svazků oproti propojení jednotlivými vodiči:
- potřebný prostor je optimalizován, minimalizují se zástavbové rozměry,
- vlastní instalace kabelového svazku vyžaduje jen krátkou dobu,
- pravděpodobnost nesprávného zapojení je malá, zapojení je vyzkoušeno před instalací svazku do výrobku,
- údržba je snazší,
- kabelový svazek umožňuje lepší ochranu proti mechanickému poškození,
- díky standardizaci činností je zhotovení kabeláže hospodárnější,
- úroveň rušení (EMC) je možné výrazně omezit.

## Rozvoj využití kabelových svazků
S rostoucím počtem elektrických a elektronických komponent ve vozidlech i výrobních strojích se zvětšuje i rozsah kabeláže. Ve vozidlech a zařízeních z poloviny 20. století bylo běžné kabeláž do výrobní dokumentace nerozkreslovat. Podkladem pro zhotovení kabelového svazku byla jen tabulka přiřazení jednotlivých kontaktů a určení typu vodiče (kabelu). Kompletace vodičů zakončovacími prvky (kabelová oka, dutinky) se prováděla ručně až v hotovém svazku. Prostorové vedení kabelů a vodičů bylo ponecháno na pracovníkovi, který svazek kompletoval. Nástup konstrukčních CAD systémů umožnil konstrukci svazků ve 3D. Každý vodič má přesnou polohu, takže většinou je možné vodiče odizolovat a opatřit zakončovacími prvky už před vložením do svazku na automatizované výrobní lince. Tomu je například podřízena konstrukce konektorů: na konce vodičů se nalisují jednotlivé kontakty, ty se teprve po sestavení svazku vloží do tělesa konektoru.